# Obratník

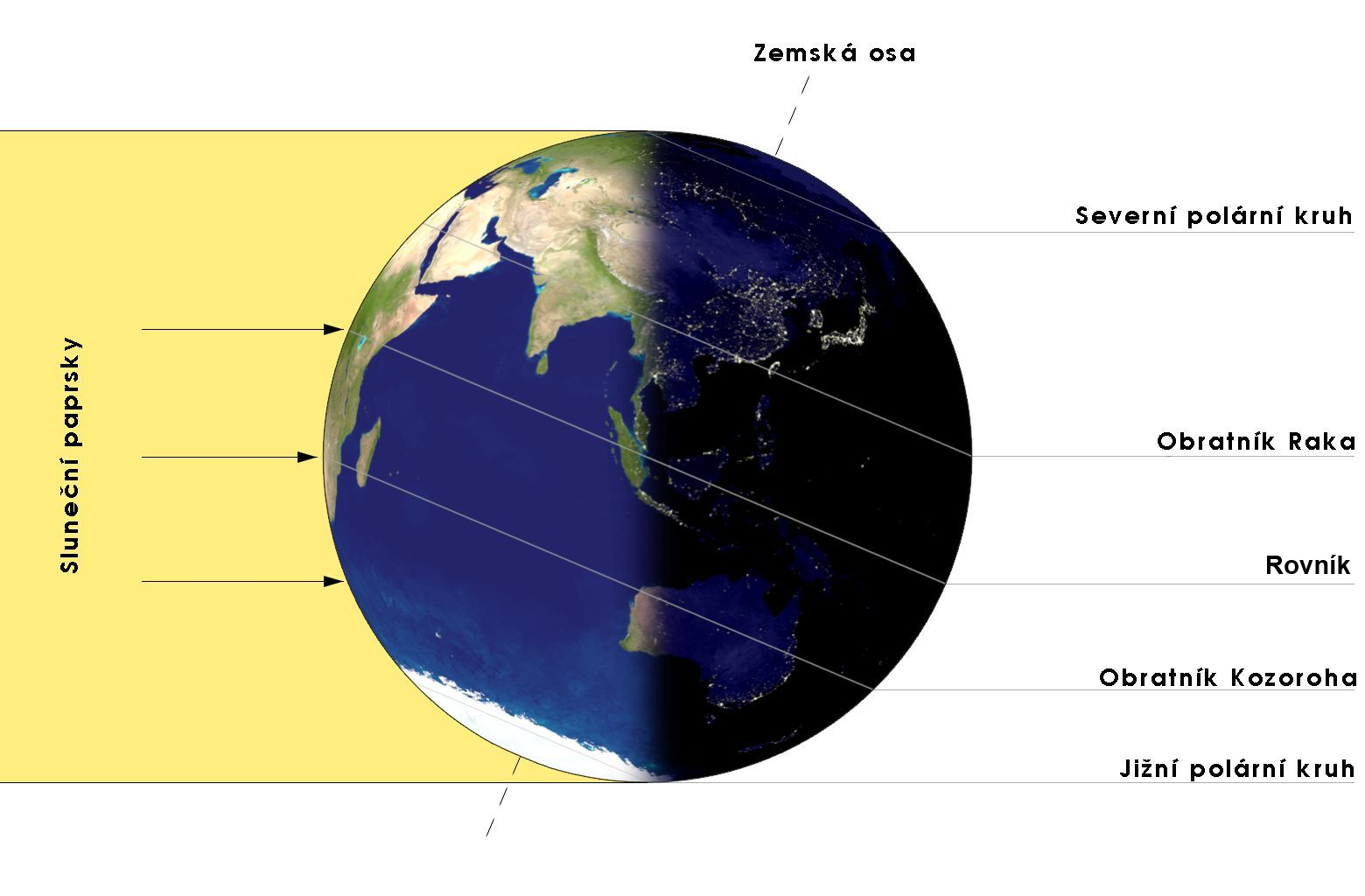
Znázornění dopadu slunečních paprsků na Zemi při zimním slunovratu. Sluneční světlo dopadá kolmo na obratník Kozoroha.

Obratník je rovnoběžka vymezující oblast na oběžnici, na niž může dopadat kolmé záření centrální hvězdy (slunce) (jinými slovy oblast, nad níž může být slunce v zenitu). Zpravidla existují dva obratníky, jeden na severní a jeden na jižní polokouli, a oblast jimi vymezená se nazývá tropický pás (z latinského označení tropicus, resp. z řečtiny τροπικός pro obratník). Nad konkrétním obratníkem se hvězda/slunce nachází jednou za rok, v den slunovratu.
Zeměpisná šířka obratníku se rovná odchylce osy rotace dotyčného tělesa od kolmice k oběžné rovině (rovina ekliptiky), a úhlová šířka tropického pásu jejímu dvojnásobku. Pokud by tedy osa rotace tělesa byla přesně kolmá na rovinu ekliptiky, obratníky a tropický pás by splynuly s rovníkem a slunce by dosahovalo zenitu po celý rok pouze na rovníku. Naopak pokud by osa rotace ležela přesně v rovině ekliptiky, obratníky by splynuly s póly a tropický pás by zahrnoval celé těleso. Další speciální případ by nastal při sklonu osy rotace 45° – tehdy obratníky splývají s polárními kruhy a na tropický pás přímo navazují polární oblasti (v geografickém smyslu).

## Obratníky na Zemi
Zemské obratníky se nazývají obratník Raka (severní polokoule) a obratník Kozoroha (jižní polokoule), coby rovnoběžky 23. stupně a 26. minuty severní, resp. jižní šířky. Názvy jsou odvozeny ze souhvězdí, do nichž vstupuje Slunce v den letního, resp. zimního slunovratu. 
Oblasti okolo obratníků patří v rámci Země k místům s největším výskytem pouští a polopouští – kolem obratníku Raka se rozkládá Sahara, Arabská poušť, Thár, kolem obratníku Kozoroha pak Atacama, Gran Chaco, Kalahari nebo Velká písečná poušť. To je způsobeno tím, že v rámci globální cirkulace atmosféry se právě v těchto šířkách stabilně vytváří pásmo tlakových výší s velmi suchým vzduchem a minimálními srážkovými úhrny. Neplatí to ovšem paušálně – vlivem monzunového efektu je například okolí obratníku Raka na jihovýchodě Asie naopak velmi vlhké.
Zemské obratníky procházejí těmito státy:
- obratník Raka:  USA (Havajské ostrovy),  Mexiko,  Bahamy,  Západní Sahara,  Mauritánie,  Mali,  Alžírsko,  Libye,  Egypt,  Saúdská Arábie,  Spojené arabské emiráty,  Omán,  Indie,  Bangladéš,  Myanmar (Barma),  Čína,  Tchaj-wan
- obratník Kozoroha:  Chile,  Argentina,  Paraguay,  Brazílie,  Namibie,  Botswana,  Jižní Afrika,  Mosambik,  Madagaskar,  Austrálie

### Slunce v zenitu
V průběhu roku dopadají sluneční paprsky na Zemi kolmo jen uvnitř tropického podnebného pásu. Zeměpisná šířka rovnoběžek, na kterých je Slunce v zenitu, má průběh sinusové funkce s periodou jednoho roku a amplitudou zeměpisné šířky obou obratníků. Na obratnících Raka nebo Kozoroha je tedy Slunce v zenitu jen jednou v roce (na obratníku Raka v červnovém slunovratu a na obratníku Kozoroha v prosincovém slunovratu), na ostatních místech tropického pásu pak dvakrát (např. na rovníku v dnech rovnodennosti). Přes zeměpisnou šířku 0° (rovník) se kolmé sluneční záření „přesune“ nejrychleji (a tyto okamžiky od sebe dělí šest měsíců), v zeměpisných šířkách těsně pod obratníky se naopak období slunce téměř v zenitu „zdrží“ delší dobu, a to právě jednou za rok.

## Na jiných planetách
Obratníky byly primárně definovány na Zemi, ale jako koncept se dají aplikovat i na ostatní (dostatečně velká a alespoň přibližně kulová) vesmírná tělesa obíhající kolem Slunce popř. kolem jiných hvězd. Zde pak můžeme najít extrémní případy polohy obratníků: sklon osy rotace Merkuru od kolmice k oběžné rovině je necelý 1 stupeň, takže oba obratníky leží blízko rovníku a vymezují jen velmi úzký tropický pás. Planeta Uran má naproti tomu sklon osy rotace 97,7° (v absolutní hodnotě to znamená zeměpisnou šířku obratníků 82,3°), takže tropický pás zabírá téměř celou planetu vyjma okolí pólů. (Komplementárně k tomu se polární kruhy na Uranu nacházejí na šířce 7,7°, takže na valné většině planety může být někdy k vidění jak Slunce v zenitu, tak polární den či noc.)

## Přesnost definice
„Záruku,“ že v tropickém pásu bude v určitý čas Slunce v zenitu, ovlivňují další vlivy jako precese osy dané oběžnice (případně nějaký jiný, složitější, její pohyb), odchylka oběžné roviny daného vesmírného objektu (třeba i vlivem gravitace jiných oběžnic), skutečnost, že světlo ze Slunce (nebo obecně z jiné hvězdy) není homogenní či oběžná dráha dané planety není dokonale kruhová, a další.